# Kirche Gilge
Die Kirche in Gilge (russisch Кирха Гильге Kircha Gilyge) war eine im neugotischen Stil errichteter Ziegelbau, der im Jahre 1851 eingeweiht wurde. Bis 1945 war sie evangelisches Gotteshaus in dem heute Matrossowo genannten alten Fischerdorf im ehemaligen Ostpreußen und in der heutigen Oblast Kaliningrad (Gebiet Königsberg (Preußen)) in Russland.

## Geographische Lage
Matrossowo liegt an der Mündung des Gilgestroms (heute russisch: Matrossowka) in das Kurische Haff. Von der Kreisstadt Polessk (Labiau) aus führt eine Nebenstraße an der Küste entlang nach hier. Die 21 Kilometer entfernte Stadt Polessk ist auch die nächste Bahnstation und liegt an der Bahnstrecke Kaliningrad–Sowetsk (Königsberg–Tilsit). Bis 1945 bestand über die Bahnstation Seckenburg (heute russisch: Sapowednoje) Anschluss an die Elchniederungsbahn, einer Kleinbahn, die zwischen Seckenburg und Hoheneiche (heute nicht mehr existent) verkehrte.
Der Standort der Kirche Gilge lag nördlich des Gilgestroms.

## Kirchengebäude

### Vorgängerkirche von 1707
Eine erste Kirche wurde in Gilge bereits im Jahre 1707 errichtet, die am Johannisfest (24. Juni) eingeweiht wurde. Es war eine Fachwerkkirche mit weißem Gestühl, einem Taufengel sowie zahlreichen Figuren am Altar.

### Die Kirche von 1851
In den Jahren 1849 bis 1851 erhielt Gilge eine neue Kirche, die am 21. September 1851 eingeweiht wurde. Es handelte sich um einen Ziegelbau in neugotischem Stil mit einer Altarnische. Einen Turm gab es nicht. An seiner Stelle hatten die gestaffelten Ost- und Westgiebel Aufsätze, wobei sich im Westgiebel eine Glockenstube befand. 
Der hohe Innenraum machte einen eher nüchternen Eindruck. Er hatte – außer an der Ostwand – umlaufende Emporen. Altar und Kanzel bildeten ein Ganzes. Aus der Vorgängerkirche konnten einige Holzfiguren in die neue Kirche übernommen werden.
Für die im Bau befindliche Kirche waren nach alten Chroniken ursprünglich zwei Glocken vorgesehen. Bei dem Transport dieser Glocken per Schiff über das Haff allerdings gerieten die Seeleute in einen Sturm. Um nicht zu kentern wurde eine Glocke in das Wasser geworfen. Dab ei ertrank einer der Männer. Er wurde später geborgen und an der Kirche begraben. Auf diese Weise bestand das Geläut der Gilger Kirche lediglich aus einer Glocke.
Im Kriege blieb die Kirche unversehrt, auch die Orgel soll 1948 noch spielbar gewesen sein. Anfang der 1950er Jahre wurde begonnen, das Gebäude abzureißen. Ihre Steine sollten zu Baumaterial für neue Speicher werden. Sie wurden jedoch nicht gebaut, und so nahm sich die Bevölkerung die Steine für eigene Bauzwecke. Im Jahre 1996 sollen nur noch die Ostwand und der Chor gestanden haben. Heute gibt es von der Kirche keine Spur mehr.

## Kirchengemeinde
Das Kirchspiel Gilge bestand seit 1707 und war durch Ausgliederung aus der Stadtkirche Labiau entstanden. Seit etwa 1684 fuhren die Gilger jeden dritten Sonntag über das Haff zur Kirche in Labiau (heute russisch: Polessk). Die Pfarrei in Gilge war die nördlichste im Kreis Labiau.
Ab dem Jahr 1853 wurde der im Süden gelegene Ort Agilla in das Kirchspiel Gilge einbezogen, das sich fortan „Kirchspiel Gilge-Agilla“ nannte. Ein Jahr später wurde aus der Pfarrei die Kirche Lauknen (1938–1946: Hohenbruch, heute russisch: Gromowo) ausgegliedert und verselbständigt. Schließlich hat man im Jahr 1909 den Ort Juwendt (1938–1946: Möwenort, heute russisch: Rasino) mit neu errichteter Kirche in eine Filialgemeinde zu Gilge-Agilla umgewandelt. Zur gleichen zeit übernahm hier ein Hilfsgeistlicher seinen Dienst.
Bis 1945 gehörten die Kirchengemeinden Gilge/Juwendt zum Kirchenkreis Labiau in der Kirchenprovinz Ostpreußen der Kirche der Altpreußischen Union. Im Jahre 1925 zählte das Kirchspiel Gilge 4.460 Gemeindeglieder.
Mit der Flucht und Vertreibung der einheimischen Bevölkerung zwischen 1944 und 1948 sowie aus Gründen der restriktiven Kirchenpolitik der Sowjetunion kam das evangelisch-kirchliche Leben in Gilge zum Erliegen. Erst in den 1990er Jahren bildete sich in Matrossowo wie auch in anderen Orten in der Oblast Kaliningrad eine neue evangelisch-lutherische Gemeinde, vornehmlich aus Russlanddeutschen, die sich hier angesiedelt hatten. Sie gehört zur Propstei Kaliningrad der Evangelisch-lutherischen Kirche Europäisches Russland.
Aus deutscher Zeit hat sich bis heute das Pfarrhaus in Matrossowo erhalten. Es fungiert heute als Hotel mit dem Namen „Gilge“.

### Kirchspielorte
Zur Pfarrei Gilge-Agilla/Juwendt gehörten vor 1945 acht Orte:
| Name                                          | Änderungsname (1938–1946) | Russischer Name |
| --------------------------------------------- | ------------------------- | --------------- |
| Pfarrbezirk Gilge:                            |                           |                 |
| *Gilge                                        |                           | Matrossowo      |
| Marienbruch                                   |                           | Saschenzy       |
| *Nemonien                                     | Elchwerder                | Golowkino       |
| Tawellninken                                  | Tawellenbruch             | Bisserowo       |
| Pfarrbezirk Juwendt:                          |                           |                 |
| *Agilla                                       | Haffwerder                | Krasnoje        |
| *Alt Heidendorf                               | Heidendorf                | Rasino          |
| *Juwendt                                      | Möwenort                  | Rasino          |
| Ludendorff bis 1918: Groß Friedrichsgraben II |                           |                 |

### Pfarrer
Zwischen 1707 und 1945 in Gilge und 1909 (sowie früher) und 1945 amtierten in Gilge bzw. Juwendt als evangelische Geistliche:
| Bezirk Gilge: - Johann Friedrich Falck, 1707–1709 - Georg Berlin, 1709–1730 - Gottfried Dresler, 1730–1735 - Johann Christoph Pohl, 1735–1744 - Carl Friedrich Geelhaar, 1745–1775 - Christian Michael Pötsch, 1775–1800 - Johann Friedrich Glogau, 1800–1819 - Gottfried Leberecht Ostermeyer, 1819–1827 - Georg Heinrich Rappolt, 1828–1835 - Johann Friedrich Brenke, 1835–1847 - August Friedrich Schultz, 1847–1853 - Friedrich Ludwig Schlager, 1853–1882 - Daniel Julius Görke, 1884–1894 - Theodor Adolf Pastenaci, 1894–1902 - Otto Tautorus, 1902–1913 - Valentin Gailus, 1915 - Hermann K. Gustav Schnöberg, 1917–1921 - Emil Franz Theodor Pipirs, 1922–1925 - Friedrich Werner, 1926–1928 - Martin Anskohl, 1928 | Bezirk Juwendt (Hilfsprediger): - Hermann Adolf Rumpel, 1905–2906 - Franz Trautmann, 1906–1910 - Paul Gustav Hardt, 1908–1912 - Franz Hammler, 1925 - Johannes Hildebrandt, 1925–1926 - Hermann Braun, 1926 - Johannes Schenk, 1926–1928 - Kurt Murach, 1928–1933 - Richard Preß, 1933–1936 |

### Kirchenbücher
Von den Kirchenbüchern des Kirchspiels Gilge mit Juwendt haben sich erhalten und werden bei der Deutschen Zentralstelle für Genealogiein Leipzig aufbewahrt:
- Taufen: 1785 bis 1790 sowie 1795 bis 1820 (außerdem: Namensregister 1731 bis 1838)
- Trauungen: 1766 bis 1820
- Begräbnisse: 1767 bis 1805 (lückenhaft) sowie 1808 bis 1820.